# 리사 밴더펌프
리사 밴더펌프(Lisa Vanderpump, 1960년 9월 15일 ~ )는 영국의 식당 경영자, 자선가, 작가, 배우, 사회자이다.